# Roseto Valfortore
Roseto Valfortore (fino al 1862 chiamato Roseto) è un comune italiano di 988 abitanti della provincia di Foggia in Puglia.

## Geografia fisica

### Territorio
Roseto Valfortore sorge fra i monti della Daunia, su di un'altura collinare a 658 m s.l.m. in posizione dominante l'alta valle del fiume Fortore. Il territorio comunale, interamente montano (il monte Saraceno raggiunge i 1145 m s.l.m. e diverse altre vette superano quota 1 000), è piuttosto ampio e si spinge a sud fino all'alta valle del Miscano, sul versante tirrenico, ove nel Medioevo era situato il borgo fortificato di Vetrisciello con due monasteri e la chiesa di San Quirico. Tale antico borgo, soggetto alla diocesi di Ariano, risultava distrutto già alla metà del Quattrocento, ma da esso ha preso nome il bosco Vetruscelli, il più grande complesso boschivo naturale afferente al sito di importanza comunitaria Monte Cornacchia - Bosco di Faeto.

### Clima
Il clima di Roseto Valfortore è alquanto umido e freddo e non mancano le nevicate, qualche volta anche intense d'inverno, anche per via della vicinanza al Monte Cornacchia, la vetta più alta della Puglia. Invece le estati sono molto gradevoli e il clima in tale stagione è piuttosto mite.

## Storia
In epoca preromana l'alta valle del Fortore e i monti della Daunia erano interamente controllati dai Sanniti e dagli Irpini, i quali vi fondarono l'oppidum Vescellium.
A decorrere dal I secolo d.C. è testimoniata la presenza dei romani nel territorio rosetano.
Il nome "Rosito" compare per la prima volta nel 752: la località è menzionata nel documento con il quale il duca longobardo Liutprando decreta la libertà per la schiava Cunda e il figlio Liupergo.
Nel 1122 Roseto, dopo essere appartenuta alla contea di Ariano, passa a Guglielmo il Guiscardo, duca di Puglia, in seguito a un riuscito assalto.
Nel 1294 Bartolomeo I di Capua s'insedia nel feudo di Roseto al posto del D'Assimal, che l'aveva ricevuto da Carlo d'Angiò dopo la presa di Lucera del 1269.
Nel 1338 il feudo di Roseto con quello di Vetruscelli (presso l'omonimo bosco) è assegnato a Roberto di Capua.
Nel 1497 Bartolomeo III, ricevuta la conferma feudale del re Federico d'Aragona, porta il borgo al massimo splendore.
Nel 1640 il feudo passa dai Lombardo ai Brancia, che lo tennero fino al 1655, quando Giuseppe Saggese di Foggia acquista il feudo, che rimane alla sua famiglia fino agli inizi dell'Ottocento.
Nel 1848 Roseto partecipa attivamente ai moti risorgimentali e vive poi l'avventura garibaldina con spargimento di sangue.
Nel 1860 le truppe garibaldine al comando di Liborio Romano, omonimo dell'uomo politico leccese, mettono a ferro e fuoco il paese, fa da tragico epilogo la fucilazione di sei soldati borbonici.
Nel 1882 cominciano i trasferimenti verso gli Stati Uniti d'America: nel 1912 gli emigranti di Roseto in Pennsylvania danno vita a un nuovo paese oltreoceano, chiamato Roseto, entrando nel novero dei comuni statunitensi.
Nel secondo dopoguerra riprende il flusso migratorio, questa volta diretto soprattutto verso il Canada. Roseto progressivamente si spopola: dagli oltre 5 000 abitanti del periodo antecedente la seconda guerra mondiale, scende a meno di 1000 nel XXI secolo.

### Simboli
Lo stemma è stato concesso con decreto del Presidente della Repubblica del 4 maggio 1983:
Il gonfalone, concesso con lo stesso atto, è un drappo di azzurro.

## Società

### Evoluzione demografica
Abitanti censiti

### Lingue e dialetti
Accanto alla lingua italiana, nel territorio comunale di Roseto Valfortore si parla il rosetano, una varietà del dialetto dauno-irpino con sensibili influssi di area sannitica, quali la morfologia del passato remoto ("magnàttë", 'mangiai; "magnàstë", 'mangiasti'; "magnàsë", 'mangiò') e la metafonia di tipo sabino ("róssë", 'grosso'; "ròssë", 'grossa').

### Religione
Il territorio di Roseto Valfortore fece parte dalla diocesi di Ariano fino al 1914, quando passò a quella di Lucera.

## Economia

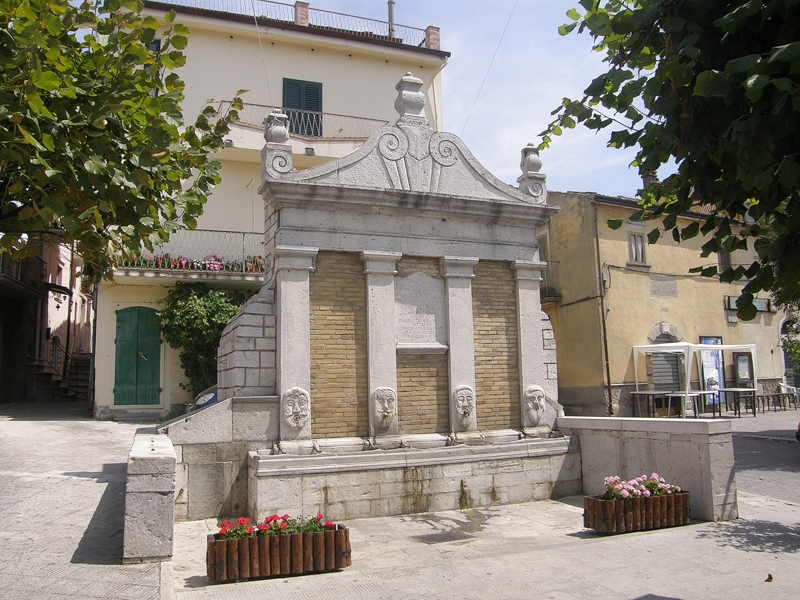
Uno scorcio del borgo

Nel grande bosco Vetruscelli e nelle altre aree boschive si rinviene il tartufo nero e si producono il miele d'acacia e il miele tartufato.
Storicamente notevoli erano anche l'attività molitoria (il più antico mulino ad acqua risale al 1338) e il settore dell'estrazione e della lavorazione della pietra naturale, che veniva anche esportata: la facciata quattrocentesca della basilica cattedrale di Ariano Irpino è costituita interamente di pietra arenaria di Roseto.
Il paese è associato al club "I borghi più belli d'Italia".

## Infrastrutture e trasporti
Due strade provinciali, una per Alberona, l'altra per Biccari, agevolano le relazioni con il capoluogo provinciale e con il resto della Puglia.
Una terza strada provinciale, diretta a Castelfranco in Miscano con proseguimento verso la SS 90 bis, consente invece i collegamenti con la confinante Campania.

## Amministrazione
| Periodo           | Periodo           | Primo cittadino          | Partito                         | Carica              | Note   |
| ----------------- | ----------------- | ------------------------ | ------------------------------- | ------------------- | ------ |
| 15 giugno 1985    | 23 giugno 1990    | Antonio Lorenzo D'Avanzo | Democrazia Cristiana            | Sindaco             | [ 15 ] |
| 23 giugno 1990    | 18 maggio 1992    | Antonio Lorenzo D'Avanzo | Democrazia Cristiana            | Sindaco             | [ 15 ] |
| 18 maggio 1992    | 17 novembre 1992  | Giacomo Varanelli        |                                 | Comm. pref.         | [ 15 ] |
| 7 giugno 1993     | 31 luglio 1995    | Enrico Mario Monaco      | Democrazia Cristiana            | Sindaco             | [ 15 ] |
| 20 novembre 1995  | 17 aprile 2000    | Antonio Lorenzo D'Avanzo | lista civica                    | Sindaco             | [ 15 ] |
| 17 aprile 2000    | 5 aprile 2005     | Lucilla Parisi           | lista civica                    | Sindaco             | [ 15 ] |
| 5 aprile 2005     | 13 aprile 2010    | Lucilla Parisi           | centro-sinistra                 | Sindaco             | [ 15 ] |
| 13 aprile 2010    | 18 settembre 2012 | Nicola Apicella          | lista civica                    | Sindaco             | [ 15 ] |
| 18 settembre 2012 | 27 maggio 2013    | Sergio Mazzia            |                                 | Comm. straordinario | [ 15 ] |
| 27 maggio 2013    | 24 marzo 2016     | Lucia Maria Luisi        | lista civica Rinascita Roseto   | Sindaco             | [ 15 ] |
| 24 marzo 2016     | 11 giugno 2017    | Daniela Aponte           |                                 | Comm. straordinario | [ 15 ] |
| 11 giugno 2017    | 12 giugno 2022    | Lucia Maria Luisi        | lista civica Uniti per cambiare | Sindaco             | [ 15 ] |
| 12 giugno 2022    | in carica         | Lucia Maria Luisi        | lista civica Uniti per cambiare | Sindaco             | [ 15 ] |

## Sport

### Orientamento
Il centro storico del paese costituisce un campo di gioco per lo sport dell'orientamento, e vi si svolgono gare di ogni livello. Il campo sportivo si trova in una zona a valle del paese chiamata i "Paduli" dove è presente anche un'area verde attrezzata per i bambini, campi da tennis e bocce.